# こんぼく麻雀 〜こんな麻雀があったら僕はロン!〜
『こんぼく麻雀〜こんな麻雀があったら僕はロン!〜』（こんぼくまーじゃん こんなマージャンがあったらぼくはロン！）は、AKABEiSOFT2（あかべぇそふとつぅ）より2008年6月26日に発売されたアダルトゲーム。

## 概要
AKABEiSOFT2とエスクードによる夢のコラボレート企画。世界観は『こんな娘がいたら僕はもう…!!』のアフターストーリになっており、同じ登場人物も多数存在している。
ゲームシステムは脱衣麻雀となっており、互いにイカサマを使いながら勝負を進めていく。また、勝利した相手のイカサマ技を使用することができる。

## ストーリー
主人公・黒澤透はある朝目覚めると一人の少女が部屋にいた。その少女は自分は透が過去に同居していたススムと同じ神だと名乗り、本名も名乗ったが、透に勝手にアユムと呼ばれるようになる。アユムが語るには、ススムは友人から魔の麻雀セットを買わされてしまい、その魔の麻雀セットの呪いの力によって愛のエネルギーが吸い取られてしまっている。魔の麻雀セットの呪いを解くためには、麻雀セットを持っている女の子を打ち負かし愛のエネルギーを戻し、魔の麻雀セットをなんとかすることだった。そしてその役目を果たせる人間は、過去にススムと同居しススムのエネルギーを受け続けていた透が選ばれた。

## 登場人物
黒澤 透（くろさわ とおる）
声：福井信介
主人公。実家から離れて一人暮らしをしている学生。以前、神様であるススムと同居していたことで雀士として戦うことになる。前作でススムと生活するようになってから、夢を追うことと他人を信じることを思い出した様子。空手をやっていたこともあり腕っぷしも強い。時々怖い顔になるらしく、アユムから怖がられている。なお、彼は最初麻雀のルールを一切知らなかった。
イカサマ技は麻雀の役を積み込むことができる。
アユム
声：榊原ゆい
身長:140cm?
本名「エリシア・カンテーヌ・ド・ユグドラシル」。ススムと同じ神様であり、猫耳に尻尾、そして頭のてっぺんに葉っぱが生えている。普段は猫のような衣装を着ていて他の人間からは見えないが、緑を基調とした着物のような格好になると他の人間からも見えるようになる。古風なしゃべり口調が特徴。ススム同様に世間知らずで騙されやすい。また、ススムと同様に透の心を読むことができる。ススムのことを尊敬している。猫の同じようにキャットフードやミルクを好むが、好物はシュークリーム。魔の麻雀セットの影響を受けている女の子を探し出すことができる。
なお、彼女の「アユム」という名前はススムと知り合いだからという理由で透が勝手につけたもの。本人は最初は勝手に名前をつけられたことに反論していたが、気にしなくなっている。
イカサマ技はリーチを2翻役にすることができる。
三瀬 綾菜（みつせ あやな）
声：安玖深音
身長:153cm 3サイズ:B88/W56/H84
透の幼馴染。透のことをよく見ているため、少しの異変にもすぐに気付く。魔の麻雀セットの影響で悪食になりかけた。
イカサマ技は相手の牌を透けてみることができる。
小松 あすか（こまつ あすか）
声：夏野こおり
身長:151cm 3サイズ:B79/W52/H78
透の後輩。休日で兄が家にいるため図書室で漫画を描くためにきている。透に対して一言多い上にマシンガントーク。
イカサマ技はあがられた時のダメージを半減する。
神無月 真帆（かんなづき まほ）
声：金田まひる
身長:156cm 3サイズ:B83/W53/H80
透の友人で野球部のマネージャー。かなり真面目だが不器用。前作で透以外に唯一ススムのことを覚えている。
イカサマ技はテンパイ流局時に和了牌を4枚の中から1枚だけ選ぶことができる。
鈴原 志乃（すずはら しの）
声：柚木サチ
透の住んでいるアパートに住んでいる少女。透のことを憧れており、透もまた彼女に心を許している。
イカサマ技はあがった時に裏ドラをつけることができる。
下柳 沙希（しもやなぎ さき）
声：北都南
身長:158cm 3サイズ:B90/W57/H89
透の義理の姉であり生徒会副会長。透のことを毛嫌いしているが、透のことを強く思っている。生徒会の中で透の話題になると顔を赤くして無口になるらしい。
イカサマ技はランダムに変えた3牌を役牌に変える。
大音 渚（おおね なぎさ）
声：紫華すみれ
身長:153cm 3サイズ:B82/W53/H80
透の隣のクラスにいる生徒会の一員。風紀を乱すことを嫌い、透を目の敵にする一方、透に恋心を持っている。そのため、生徒会の中で透のことを悪く言う反面、他の女の子が透の悪口を言うと必ず反論している。
イカサマ技はリーチした時に高確率であがり牌を引くことができる。
大貫 椎（おおぬき しい）
声：三咲里奈
身長:145cm 3サイズ:B78/W55/H70
家出中の少女。親に勉強するように強要させられたことで嫌気が差し、現在は路上で生活している。お金に困っており食事も満足に取れていない。他人に対して礼儀がなく、口癖も「うぜぇ」。
イカサマ技は相手の鳴きを無効化することができる。
忍足 貴子（おしたり たかこ）
声：茶谷やすら
身長:162cm 3サイズ:B85/W54/H82
メイド服を主体としたコスキャバで働く女の子。働いている時も本名を名乗っている。バビィにヘルプを頼まれたのがきっかけでなし崩しに店員となっていた。真面目で他人の頼みを断れない性格。母親が浮気して家を出て行き、父親もだらしない人間で自分が支えないといけないと思い苦労した生活を送っている。
イカサマ技は相手のイカサマ技を無効化にする。
馬場・ソフィティリア・亜衣莉（ばば・ソフィティリア・あいり）
声：西村詩織
身長:167cm 3サイズ:B98/W57/H90
メイド服を主体としたコスキャバで働く女の子。通称・バビィ。ノリがよく飄々とした性格だが面倒見はいい。アユムの猫耳が可愛く持ち帰ろうとした。ハーフだけど英語が話せなかったり、学業も貴子に頼っている。
イカサマ技はあがった時にすべてのドラ牌をめくることができる。
瀬戸内 みかん（せとうち みかん）
声：さくらはづき
身長:156cm 3サイズ:B76/W53/H73
いつも屋上で眠っている女の子。ぼーっとした独特な雰囲気を持つ。さらに口下手でコミュニケーションも取れないため友人がいない。酢昆布が好物で、普段から酢昆布を持ち歩いている。また、酢昆布を食べてくれた透が初めての友人。
イカサマ技は相手に与えたダメージの半分を自分のHPにする。
心愛（ここあ）
声：MFT
身長:152cm 3サイズ:B83/W58/H80
猫耳ボウシに白衣にスクール水着という怪しいファッションの女の子。本来の人格は他人を見下しプライドが高いIQ200の天才少女だが、情緒不安定になると退行し誰に対しても無邪気になる。神出鬼没で住んでいる家がなく、学園にいたのも保健室の先生と名乗り侵入していたらしい。
イカサマ技は相手のロンあがりを一度だけ無効化にする。
ドロシー・ハーグリーブス
声：松永雪希
身長:145cm
イギリスから来た交換留学生。透と同じ学年、来週から隣のクラスに入る。名家のお嬢様で、言葉遣いもお譲言葉だが何故かザマス口調。日本の文化などを好む反面、日本の知識に乏しい。日本に来たのも武士道精神を磨きたいからと古風な考えを持つ。
イカサマ技は自分のツモを好調にする。
東西南北 あずま（ひがた あずま）
声：藤田三枝子
身長:154cm 3サイズ:B92/W56/85
生徒会副書記の女の子。一人称は「あず」。透の後輩。首輪をつけている。また、普段からシャープペンシルをカチカチする癖がある。生徒会の中では有名人である透が、彼女の故郷のキーホルダーをつけていたことに興味を持ち、透のことを後ろから付回していた。アユムが消えている時でも気配を感じることができる。また、透に害をなそうとすると容赦なくカッターナイフで切りつけてくる。
イカサマ技は相手のツモあがりを一度だけ無効化にする。
白鳳 桃（はくほう もも）
声：ありす
身長:160cm
ドイツから来ている帰国子女。ドイツ人と日本人のハーフで、透の同じ学園で学年も同じ。日本語がうまく愛嬌がありファンも多く才色兼備のお嬢様だが、本当はゲームやコスプレが趣味の女の子。そのため、学園に隠れてアニメ系のコスキャバで働いている。父親が優秀な外交官であり、自分も今の生き方でいいのか思い悩んでいる。
イカサマ技は字牌を引くたびにHPを2000回復することができる。
白雪 花（しらゆき はな）
声：河合春華
身長:145cm
アニメ系のコスキャバで働く女の子。ニックネームは「白たん」。この世界でのゲーム「クライシスクエストIII」の僧侶の格好をしている。ゲームやコスプレなどが好きで、コスキャバでバイトしているのもコスプレもできてお金も稼げるという考えから。しゃべるのが苦手で過去に自分の趣味を馬鹿にされたことで男の人を苦手としている。だが、趣味の合う人間には心を開いて話すようになる。なお、仕事は無口キャラで通っている。
イカサマ技は相手の捨て牌を一度だけ晒さずに鳴くことができる。
小松 芳宏（こまつ よしひろ）
声：広野大地
透の悪友。あすかの兄。カッコいい外見に似合わず重度のシスコンでロリコンという変態な性癖を持つ。その性癖が原因でアユムからは恐れられている。今作では魔の麻雀セットの影響で闇の姿になる。
イカサマ技はいらない牌を交換することができる。
柿内 創造（かきうち そうぞう）
声：富士山一番
透の通う学園の教師。あだ名はそうちゃん。学生時代から透と近所付き合いがあり幼馴染。学園で酒を飲み酔っ払っている。
イカサマ技はテンパイ時に最後の牌であがることができる。
ススム
声：中澤アユム
本名「アルフレッド・カンテーヌ・デ・フォンド」。数ヶ月前に透と同居していた神様。その正体は里見ヶ丘にある公園に生えている大樹。魔の麻雀セットの影響で闇の姿で登場する。また、アユムの話では、彼が自費出版した回顧録はかなり美化されており、自分と透の立ち居地を完全に変えている。
イカサマ技は相手のロンあがりとツモあがりを一度だけ無効化し、自分のHPを5000回復する。

## 製作スタッフ
- 原画：有葉（あるふぁ）、トモセシュンサク、成瀬守、憂姫はぐれ、浅美朝海、えきすぱあと、七海綾音、ミヤスリサ、呉マサヒロ、オダワラハコネ
- シナリオ：千歳（（有）やしまや）
- BGM：tiko-μ
- プログラム：KIT（エスクード）
- ムービー：神月社（Mju:z）、えん（Mju:z）
- オープニングテーマ「Get Love Power」
  - 作詞：中山マミ
  - 作曲・編曲：井ノ原智
  - 歌：榊原ゆい
- エンディングテーマ「ある☆らぶ･りぃちの法則!!」
  - 作詞：MFT
  - 作曲・編曲：流歌
  - 歌：MFT（きこうでんみさ）

## 反響
本作は、Getchu.comの美少女ゲーム大賞にてランクインした部門はなかったものの、総合部門、シナリオ部門、システム部門、グラフィック部門、ボーカル部門、ネーミング部門において本作を評価する声が寄せられた。